# Souvenir (mémoire)
Pour les articles homonymes, voir Souvenir.
 (octobre 2024).
Si vous disposez d'ouvrages ou d'articles de référence ou si vous connaissez des sites web de qualité traitant du thème abordé ici, merci de compléter l'article en donnant les références utiles à sa vérifiabilité et en les liant à la section « Notes et références ».
Un souvenir est quelque chose qu'on se remémore, un élément de la mémoire.
Les rêves sont en partie faits de souvenirs.

## Parcours
Un souvenir se construit en trois étapes :

### L'encodage
L'image d'un objet dans son contexte est transmise de l'œil vers le cortex visuel primaire, où elle est traitée et codée. Les informations sont ensuite transférées via la voie visuelle centrale de la mémoire. Les éléments de l'image y sont traitées séparément : le cortex périrhinal prend en charge la mémorisation de l'objet, le cortex parahippocampique celle du contexte. L'hippocampe fait ensuite le lien entre les deux types d'éléments pour former un seul souvenir.

### La consolidation
Dans les jours et les mois qui suivent sa formation, le souvenir est consolidé grâce au renforcement des connexions entre l'hippocampe et les cortex périrhinal et parahipocampique. L'hippocampe continue à être le liant entre le souvenir de l'objet et celui du contexte. Mais, avec le temps, le souvenir peut perdre de sa vivacité originelle et se transformer en une histoire plus stable. Dans ce cas les connexions entre l'hippocampe et les cortex s'effacent progressivement.

### La remémoration
La vue, par exemple, de l'objet dans un autre contexte va raviver le souvenir. L'image de l'objet est d'abord transmise de l'œil au cortex visuel primaire. Puis elle est transférée via la voie visuelle centrale au cortex périrhinal- chargé de la mémorisation des objets. Ce dernier se connecte alors à l'hippocampe, qui réactive le souvenir de la plage au niveau du cortex parahippocampique- chargé de la mémorisation du contexte.

## Pathologies
Le premier symptôme frappant de la maladie d'Alzheimer est la perte du souvenir des événements récents (amnésie).
La dysmnésie est un trouble de la mémoire consistant dans l'évocation difficile ou incomplète des souvenirs.
La nostalgie est un sentiment comprenant souvent une mélancolie accompagnée d'un envoûtement par rapport à des souvenirs dont on se rappelle.

## Dans la philosophie
Pour René Descartes, la description des mécanismes psychologiques permet de définir certaines de nos facultés. Ainsi le souvenir des choses matérielles est-il la conservation de certaines traces de mouvements provoqués dans notre cerveau. De même, l'imagination ne s'explique que par des mouvements corporels joints à une certaine activité de l'âme. Seule la pensée est active, en ce sens qu'elle n'a pas besoin de mouvements matériels : selon Descartes, la pensée est possible sans la perception et sans l'imagination.

## Dans la culture
Dans le film de science-fiction The Island (2005), des clones créés adultes et maintenus en isolation hors du monde dans une base souterraine se découvrent des compétences et souvenirs appartenant à leurs modèles originaux. Ces compétences et souvenirs se transmettraient génétiquement, ce qui correspond à ce que Carl Gustav Jung envisageait pour son inconscient collectif.